# فونتکیاری
فونتکیاری (به ایتالیایی: Fontechiari) یک کومونه در ایتالیا است که در استان فروزینونه واقع شده‌است.

## خصوصیات
فونتکیاری ۱۶ کیلومترمربع مساحت و ۱٬۳۱۵ نفر جمعیت دارد و ۳۷۵ متر بالاتر از سطح دریا واقع شده‌است.